# Gomphogyne nepalensis
Gomphogyne nepalensis är en gurkväxtart som beskrevs av W.J.de Wilde och Duyfjes. Gomphogyne nepalensis ingår i släktet Gomphogyne och familjen gurkväxter. Inga underarter finns listade i Catalogue of Life.